# Carl Heinrich Sievers

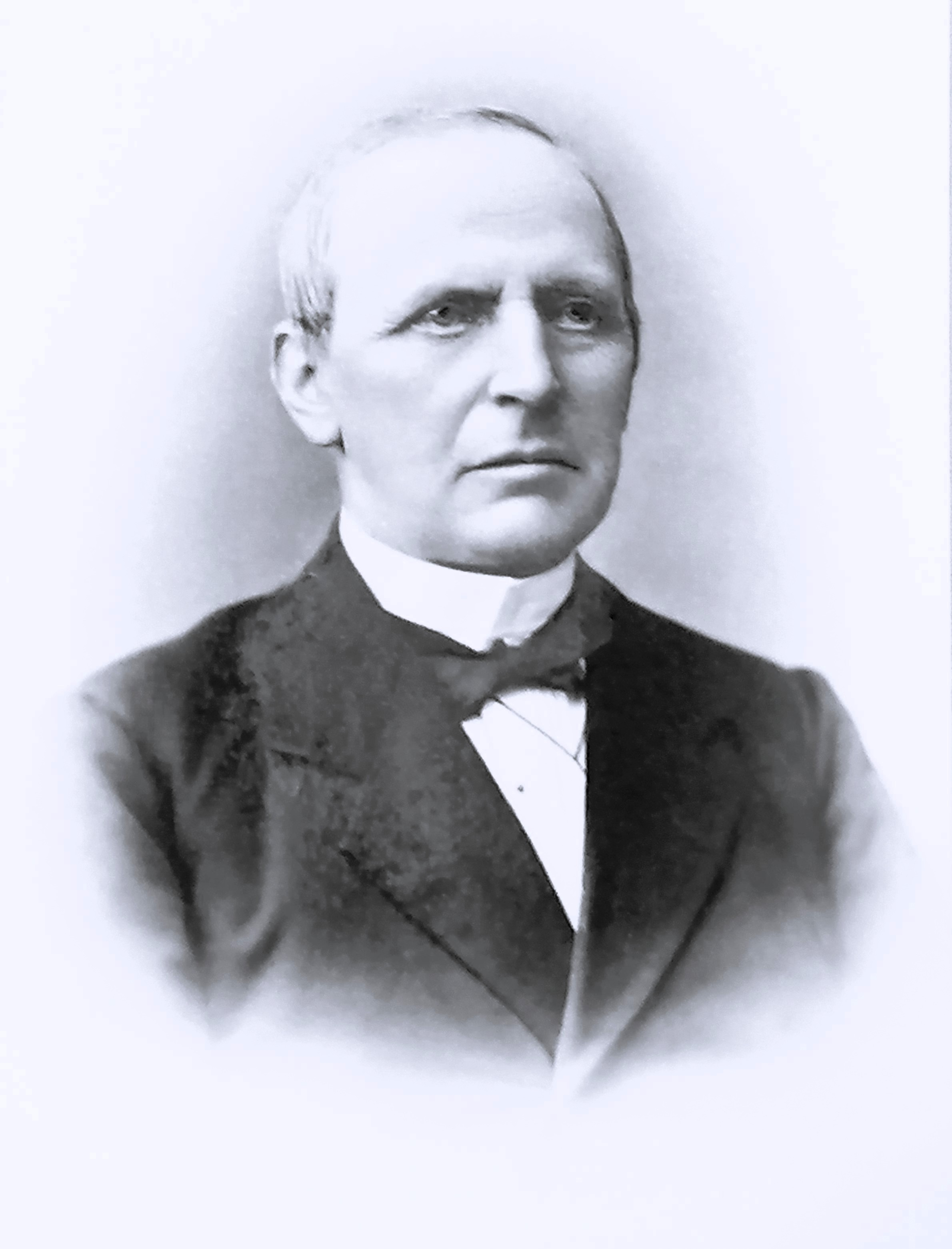
Senator Carl Heinrich Sievers

Carl Heinrich Sievers (* 3. November 1820 in Lübeck; † 23. Mai 1889 ebenda) war Kaufmann und Senator der Hansestadt Lübeck.

## Leben
Sievers war neben seinem Vater seit 1849 Teilhaber der 1754 gegründete Firma H. H. Kahl & Sohn in Lübeck. Er wurde 1865 in die Lübecker Bürgerschaft gewählt. 1870 wurde er Mitglied der Handelskammer, des Vorstands der Kaufmannschaft zu Lübeck. 1871 wurde er in den Lübecker Senat gewählt. Als Senator wirkte er in der Kirchhofs- und Begräbnisdeputation, der Zentralarmendeputation, im Stadt- und Landamt sowie im Krankenhaus.